# Oddur Guðmundsson
Oddur Guðmundsson (født 28. januar 1988) er en islandsk fodboldspiller, der tidligere har spillet for Esbjerg fB.

## Klubber
- Esbjerg fB
- Fylkir